# Базанов, Николай Дмитриевич

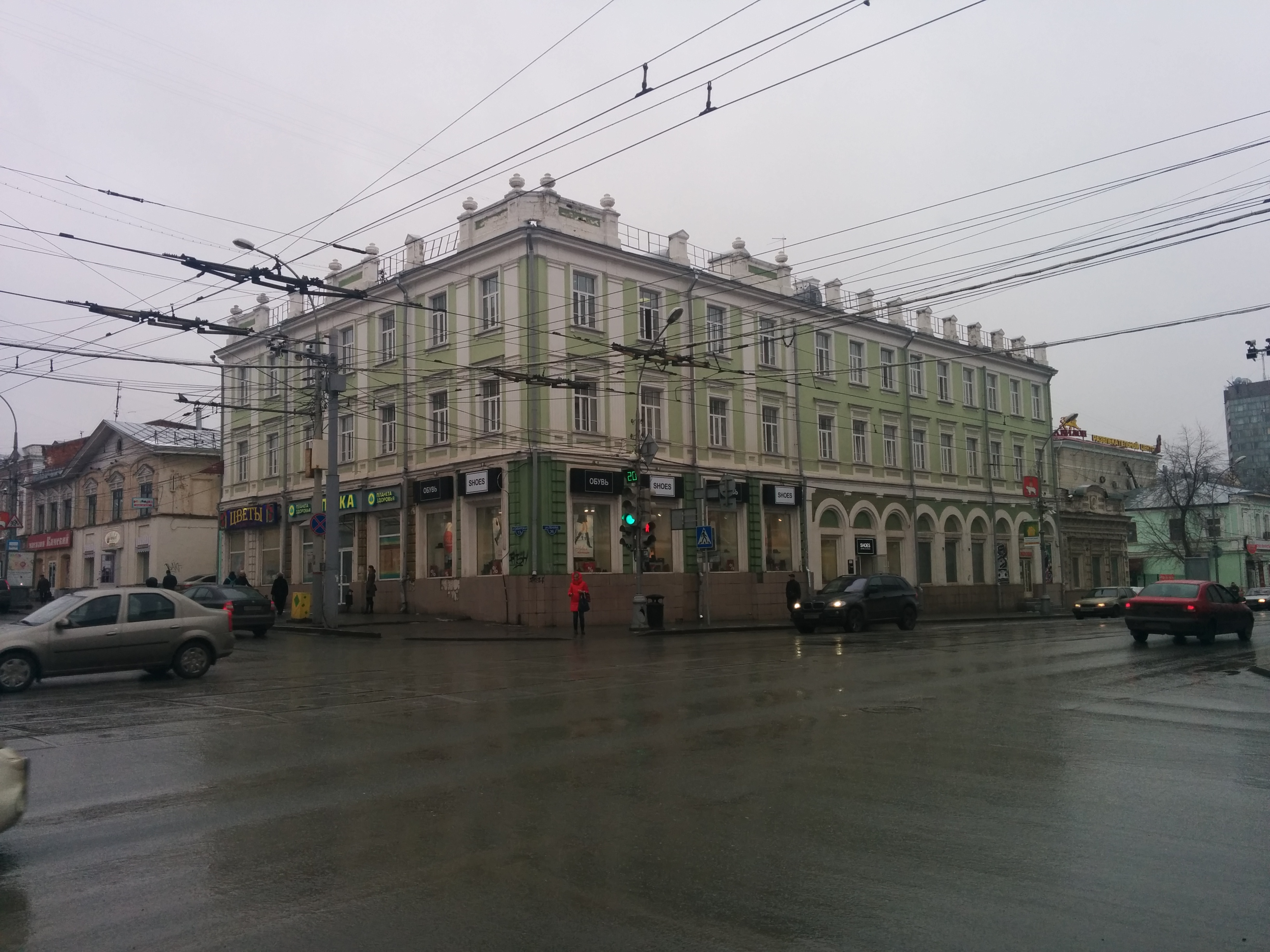
Дом семьи Базановых в Перми

Никола́й Дми́триевич База́нов (1834—1895) — российский предприниматель, купец 1-й гильдии, также общественный деятель и меценат.
Николай Дмитриевич Базанов происходил из известного купеческого рода Базановых. Его отец Дмитрий Иванович Базанов жил в Перми на углу Сибирской и Покровской улиц (сейчас в этом здании расположен магазин «Мелодия»). Николай Дмитриевич получил домашнее образование.
В 1863 году Базанов приобрёл у Д. Д. Смышляева канатно-прядильную фабрику и провёл модернизацию производства: заменил конную тягу на паровую, установил механические станки для трёпки пеньки. В результате производимая фабрикой бечева по таким показателям качества, как твёрдость и чистота плетения, тонкость и ровность пряжи, не уступала финской, которая высоко ценилось в то время. При этом себестоимость продукции снизилась. Фабрика стала приносить значительную прибыль. Впоследствии Николай Дмитриевич стал первым управляющим пермского отделения Волжско-Камского коммерческого банка.
Базанов принимал активное участие в политической жизни города Перми: был гласным уездного и губернского земских собраний, а также городской думы. Участвовал он и в благотворительной деятельности: был членом попечительских советов Мариинской женской гимназии, Алексеевского реального училища. На завещанные городу средства семьи Базановых было построено здание Екатерино-Петровского училища (сейчас в этом здании по адресу улица Екатерининская, 71 располагается Пермское музыкальное училище).